# Juli Zeh

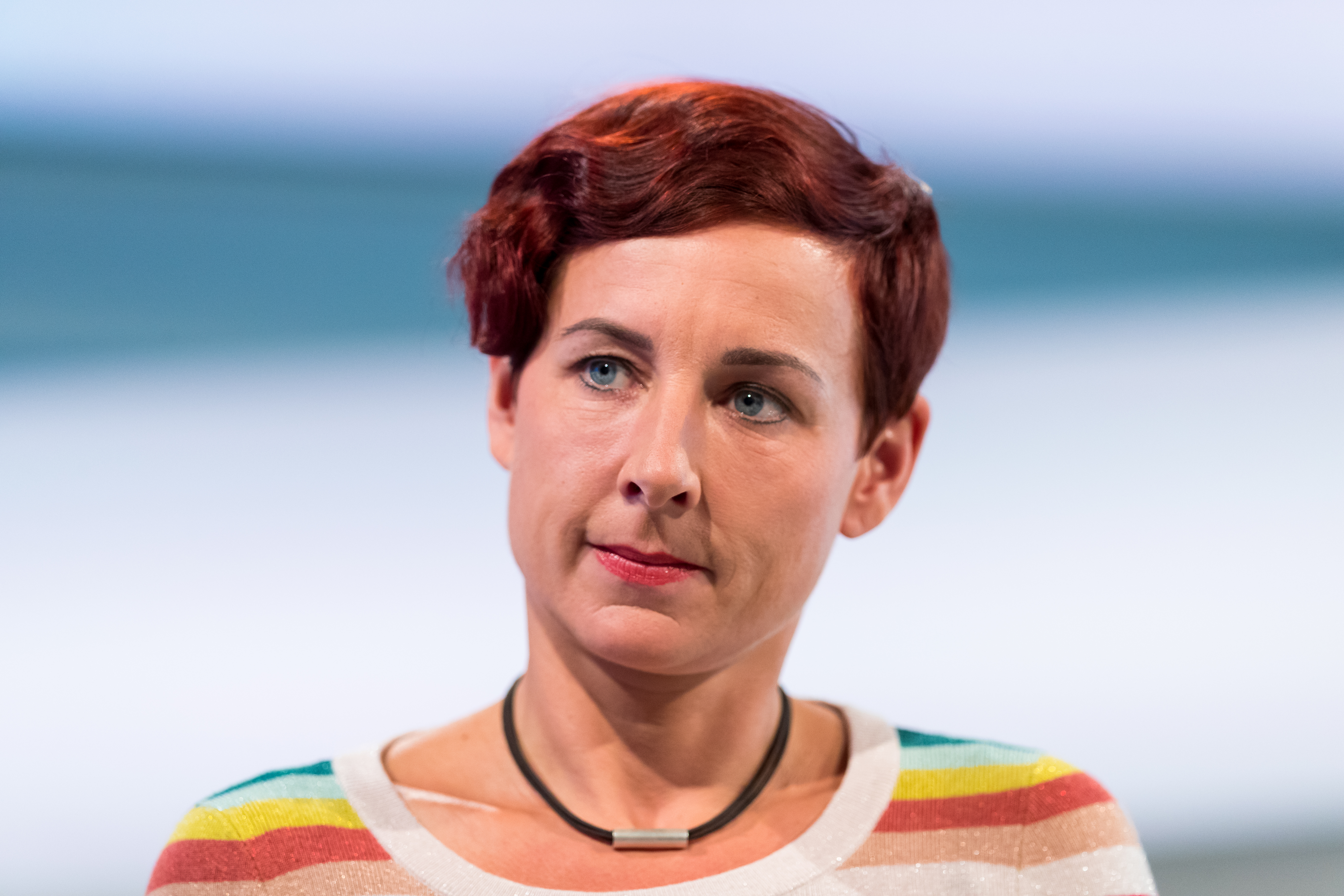
Juli Zeh auf der Frankfurter Buchmesse 2018

Juli Zeh (bürgerlich Julia Barbara Finck, geborene Zeh; * 30. Juni 1974 in Bonn) ist eine deutsche Schriftstellerin, Juristin und ehrenamtliche Richterin am Verfassungsgericht des Landes Brandenburg.

## Leben
Zehs Vater ist der ehemalige Direktor beim Deutschen Bundestag Wolfgang Zeh. Zeh besuchte die Otto-Kühne-Schule in Bonn und legte dort das Abitur ab. Anschließend studierte sie als Stipendiatin der Studienstiftung des deutschen Volkes Rechtswissenschaften mit Studienschwerpunkt Völkerrecht an der Universität Passau, der Jagiellonen-Universität in Krakau, der New York University und der Universität Leipzig. 1998 legte sie in Sachsen das erste Staatsexamen als Jahrgangsbeste und 2003 das zweite Staatsexamen ab. Nach einem Praktikum bei den Vereinten Nationen (UNO) in New York folgte ein juristischer Aufbaustudiengang „Recht der Europäischen Integration“, den sie als Magistra der Rechte (LL.M.Eur.) abschloss. Ein Studium am Deutschen Literaturinstitut Leipzig hatte Zeh 1996 noch vor Abschluss des Jurastudiums begonnen und im Jahr 2000 mit dem Diplom abgeschlossen.
2010 wurde Zeh an der Universität des Saarlandes in Saarbrücken zum Dr. iur. promoviert. Ihre Dissertation behandelt die Rechtsetzungstätigkeit von UN-Übergangsverwaltungen. Sie wurde dafür mit einem Deutschen Studienpreis der Hamburger Körber-Stiftung ausgezeichnet. Sie ist Mitglied des PEN-Zentrums Deutschland und der Freien Akademie der Künste in Hamburg.
Seit 2007 lebt Zeh in Barnewitz, einem Dorf im Havelland in Brandenburg; zuvor hatte sie viele Jahre in Leipzig gelebt. Sie ist mit dem Schriftsteller David Finck verheiratet und Mutter zweier Kinder. Juli Zeh ist Reiterin und setzt sich in ihren Büchern Gebrauchsanweisung für Pferde und Socke und Sophie mit dem Verhältnis von Pferd und Mensch auseinander.
Neben ihrer literarischen Arbeit betätigt sich Juli Zeh auch journalistisch. Sie schreibt u. a. Essays für Die Zeit und die FAZ. Von Mai bis Oktober 2014 verfasste sie (im regelmäßigen Drei-Wochen-Wechsel mit Jakob Augstein und Jan Fleischhauer) die Kolumne Die Klassensprecherin im Spiegel. Für die Pioneer AG von Gabor Steingart moderiert sie einen literarischen Podcast.
Am 12. Dezember 2018 wurde Juli Zeh vom Brandenburgischen Landtag auf Vorschlag der SPD-Fraktion zur ehrenamtlichen Richterin am Verfassungsgericht des Landes Brandenburg gewählt und am 30. Januar 2019 im Brandenburger Landtag vereidigt.

## Schriftstellerisches Werk

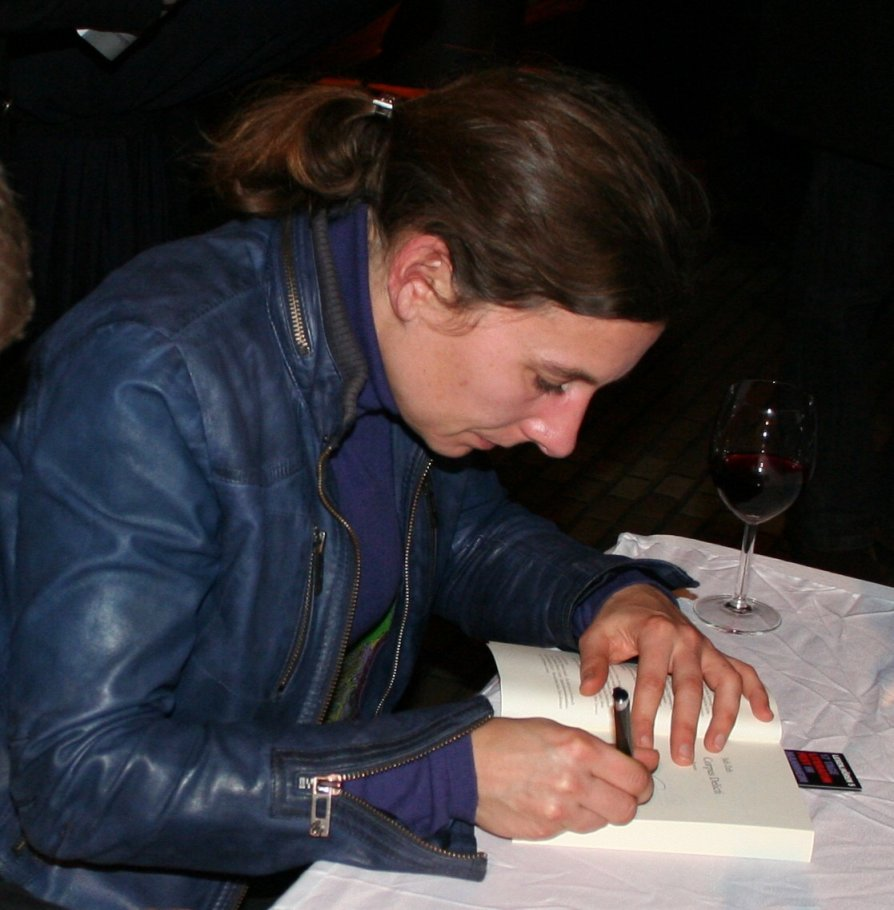
Juli Zeh, 2011

Juli Zehs Debütroman Adler und Engel (2001) – in 35 Sprachen übersetzt – spielt im Milieu international tätiger Juristen und der Drogenmafia. Der Biographie der Autorin entsprechend hat der Roman einen juristischen Gehalt: Er thematisiert das Völkerrecht und damit eine „sehr spezielle Rechtsform, die eigentlich den Charakter oder den Namen Recht nur zur Hälfte verdient,“ weil es in „jeder Sekunde immer noch im Entstehen begriffen“ sei, sich „ständig mit [seinem] eigenen Untergang konfrontiert“ sehe und „mit [seiner] eigenen Wirkungslosigkeit.“
Das 2002 veröffentlichte Reisetagebuch Die Stille ist ein Geräusch ist das Ergebnis einer Reise nach Bosnien und Herzegowina im Sommer 2001, nur mit ihrem Hund als Begleitung. Es geht um die tiefe Verstörung der Menschen angesichts der Nichtbeachtung ihres zerstörten Landes durch die Völkergemeinschaft, das Nicht-Gesehen-Werden durch Europa: „Hier liegt das Skelett des Landes frei. Hier wohnt der Tod in den Falten üppigster Natur.“ – Ein Hund läuft durch die Republik ist eine gemeinsam mit David Finck und Oskar Ters herausgegebene Anthologie mit Erzählungen junger Bosnier in deutscher Sprache über die Situation in ihrem Land.
Der Schauplatz des Romans Spieltrieb (2004) ist ein Gymnasium in Zehs Heimatstadt Bonn. Die Protagonisten sind Schüler und Lehrer der Schule, an deren Verhalten und Einstellungen exemplarisch die rechtsphilosophische Frage nach der objektiven Existenz von Recht und Unrecht thematisiert wird. Mit einem Auszug aus dem Roman nahm Juli Zeh 2004 am Ingeborg-Bachmann-Preis teil. Ihr Text stieß auf geteiltes Echo bei der Jury. Der Roman erreichte allerdings ein breites Publikum und erhielt in den deutschen Feuilletons überwiegend positive Rezensionen. Bernhard Studlar erarbeitete aus diesem Roman ein gleichnamiges Bühnenstück, das am 16. März 2006 im Deutschen Schauspielhaus Hamburg uraufgeführt wurde. Der Roman wurde 2013 von Gregor Schnitzler unter dem Originaltitel Spieltrieb mit Michelle Barthel in der Hauptrolle verfilmt.
Das Kleine Konversationslexikon für Haushunde mit Fotografien von David Finck erschien 2005. Darin erklärt Othello, der Haushund einer Schriftstellerin, die Welt, wie sie wirklich ist – aus dem Blickwinkel eines Hundes. Alles auf dem Rasen, erschienen im März 2006, ist ein Sammelband von 30 Essays.
Der im Jahr 2007 veröffentlichte Roman Schilf verbindet eine Kriminalhandlung um zwei elitäre Physiker mit Reflexionen zum Charakter der Zeit. Er wurde bereits im Erscheinungsjahr von Bettina Bruinier und Katja Friedrich dramatisiert und am 13. Dezember 2007 am Münchner Volkstheater uraufgeführt. Für ihre Inszenierung wurde Bruinier mit dem „Stern des Jahres der Münchner Abendzeitung“ ausgezeichnet. Die österreichische Erstaufführung erfolgte 2012 am Wiener KosmosTheater.
Das Theaterstück Corpus Delicti spielt im Jahr 2057. Grundlage des gesamten Staatswesens ist die Methode geworden; das heißt, der Staat zwingt seine Bürger zu gesundheitlicher Prävention und behandelt selbst das Rauchen einer Zigarette als Delikt. Das Drama wurde bei der Ruhrtriennale 2007 uraufgeführt. Der gleichnamige Roman Corpus Delicti: ein Prozess erschien 2009. Corpus Delicti – Eine Schallnovelle entwickelte sie zusammen mit der Band Slut 2009 als eine Mixtur aus Hörspiel und Musik. Die Live-Umsetzung enthielt zusätzlich noch Elemente aus Videokunst und Theater. Im Frühjahr 2020 schließlich inszenierte Antje Thoms am Deutschen Theater Göttingen eine Adaption des Stücks als – wegen der aktuellen COVID-19-Pandemie-Auflagen – in einer örtlichen Tiefgarage abzufahrender Auto-Theater-Parcours.
Ebenfalls noch 2009 veröffentlichte Zeh zusammen mit Ilija Trojanow das Buch Angriff auf die Freiheit: Sicherheitswahn, Überwachungsstaat und der Abbau bürgerlicher Rechte. Im Rahmen der Buchvorstellung kritisierten die beiden Autoren, dass der Staat unter dem Deckmantel der Terrorabwehr immer weiter in die Privatsphäre seiner Bürger vordringe. Beide stellten fest, dass der Staat nicht nachträglich Straftaten aufklären, sondern durch den Blick in die Zukunft verhindern möchte. Er sucht nach Verdächtigen, die Delikte planen, dazu wolle er seine Bürger umfassend überwachen. Die beiden warnten davor, zu glauben, unser Staat sei eine Demokratie und kein Unrechtsstaat und könne daher die aus der Überwachung resultierende Macht nicht missbrauchen. Es gebe kein per se „gutes“ System. Je mehr Macht der Staat konzentriert, umso größer sei die Gefahr von Missbrauch. Es drohe ein totalitärer Überwachungsstaat unter dem Slogan „Big Brother is Watching You“ wie in 1984, gegen den wir einen Kampf um unsere Freiheit und Privatsphäre führen müssen.
Im Jahr 2010 wurde sie im Dokumentarfilm Amok – Anatomie des Unfassbaren zu den Ursachen von Amokläufen befragt.
Der 2012 publizierte Roman Nullzeit schildert aus zwei unterschiedlichen Perspektiven eine Dreiecksbeziehung, die sich während eines Tauchurlaubs auf Lanzarote entwickelt. Der Roman ist nach Aussagen der Autorin sowohl „Psychothriller“ als auch „Beziehungskiste“. In ihm spiegelt sich auch Juli Zehs Begeisterung für das Sporttauchen, das sie 2010 gelernt hat.
Der im Jahr 2016 veröffentlichte Gesellschaftsroman Unterleuten beschreibt das soziale Gefüge eines Brandenburger Dorfes 20 Jahre nach der Wiedervereinigung. Der Roman hat sechs Teile, die wiederum in acht bis dreizehn Kapitel unterteilt sind, die jeweils die Namen der Figur tragen, aus deren Perspektive erzählt wird. Den Lesern wird durch diesen Perspektivwechsel gezeigt, dass alle Figuren Annahmen über ihr Gegenüber machen, die sich später als falsch erweisen. Jörg Magenau sah in den Perspektivwechseln „den eigentlichen Reiz des Romans“. Der Text setze „ganz auf Handlung und psychologische Figurenzeichnung“, sei „sprachlich aber eher einfach und konventionell gestrickt“, was einem Dorfroman allerdings nicht unangemessen sei. Juli Zeh kommentierte ihr Selbstverständnis als Autorin von Unterleuten in der Neuen Zürcher Zeitung mit den Worten: „Ich verstehe mich als Unterhaltungsschriftstellerin, das wollte ich schon immer sein.“ Das im Roman erwähnte Ratgeberbuch Dein Erfolg des fiktiven Unternehmensberaters Manfred Gortz hatte sie bereits 2015 unter diesem Pseudonym veröffentlicht, was zunächst Plagiatsvorwürfe und Mutmaßungen über die wahre Autorschaft auslöste. 2020 wurde die Verfilmung Unterleuten – Das zerrissene Dorf in drei Teilen im ZDF ausgestrahlt.
Der dystopische Roman Leere Herzen erschien 2017 und ist ein als Thriller getarntes Pamphlet mit Hoffnungsschimmer am Ende über parastaatlichen Terrorismus im Jahr 2025 und voller Ideen für eine schlechtere Zukunft.
Im Jahr 2018 erschien der Roman Neujahr. Er erzählt von der alltäglichen Überforderung eines emanzipierten Familienvaters und von einem frühkindlichen Trauma, das im späteren Leben des Protagonisten zu Panikattacken führt. Die beiden Erzählstränge sind durch ein Déjà-vu miteinander verbunden; der Roman zerfällt an dieser Stelle in zwei nahezu unabhängige Erzählungen.
Im Mai 2020 folgte unter dem Titel Fragen zu Corpus Delicti ein Buch, in dem sich die Autorin noch einmal mit ihrem Stück Corpus Delicti, dessen Entstehung und den zahlreichen dazu seitdem aufgetauchten Fragen beschäftigt.

Im März 2021 erschien der Roman Über Menschen, der wie Unterleuten wieder im ländlichen Brandenburg angesiedelt ist. Die Hauptfigur, die Werbetexterin Dora, verlässt ihren Freund Robert und zieht im März 2020 zu Beginn der Corona-Pandemie von Berlin-Kreuzberg in ein altes Haus mit 4000 Quadratmetern verwilderter Brachfläche in Dorfrandlage von Bracken/Prignitz:

„Eine botanische Katastrophe, die sich durch Doras Anstrengung in einen romantischen Landhausgarten verwandeln soll. Mit Gemüsebeet. Das ist der Plan.“

 Inhaltlich geht es um einen Vergleich zwischen Stadt- und Provinzmenschen und über moralische Selbstüberhöhung. Die Autorin lieferte damit einen Coronazeit-Selbsterkenntnis-Roman.
Der 2023 zusammen mit Simon Urban veröffentlichte Roman Zwischen Welten vertieft die Frage, ob sich Städter und Provinzler verständnislos gegenüberstehen. Theresa und Stefan, ziemlich beste Freunde im Germanistikstudium vor zwanzig Jahren, tauschen sich in diesem modernen Briefroman per Mail und WhatsApp aus. Sie führt inzwischen einen Hof in Brandenburg und kämpft um das wirtschaftliche Überleben. Er arbeitet als Kulturchef bei einer führenden Wochenzeitung in Hamburg und erlebt dort den Kulturkampf mit der aktivistischen jungen Generation. Im Gespräch mit der Neuen Zürcher Zeitung sagte Juli Zeh dazu: „Wir hatten die Idee für das Buch gemeinsam, weil wir beide wahrgenommen haben, dass die Sprachlosigkeit zwischen unterschiedlichen politischen Lagern wächst und die Aggressionen zunehmen.“ Allerdings merkte Julia Encke in der FAZ an, das Autorenpaar habe mit seinem Roman nur „den hart gefrorenen Boden sämtlicher sogenannter Reizthemen der gegenwärtigen gesellschaftlichen Diskurse abgegrast“.

## Motive
Zehs Schreiben dreht sich um den Antagonismus von Chaos und Ordnung; sie fragt, ob und wie sich Sinn und Moral neu aufbauen lassen, wenn tradierte Werte bedeutungslos geworden sind. Wiederkehrende Motive sind die Fragen des Verlorengehens, des Zusammenhalts und der tragenden Normen und die Lebenswelt in einer Gesellschaft der Individualisierung und Globalisierung, in der keine gemeinsame Verantwortung für die Zukunft einer Weltgemeinschaft mehr erkennbar wird. In der Sendung Philosophisches Quartett zum Thema „Sind Gesellschaften lernfähig?“ äußerte Juli Zeh im Mai 2011 ihren „Lieblingssatz“:

„Demokratie ist kein Verfahren, um wirklich ein gutes Ziel zu erreichen. […] Demokratie ist nicht die Methode zum Ermitteln des besten Ergebnisses, sondern nur eine Methode, um Macht zu zerstreuen.“

Literarisches Schreiben sei, so Zeh, im Zeitpunkt des Entstehens der Texte ausschließlich Kommunikation mit sich selbst. Literaturtheoretisch sieht sich die Autorin im Einklang mit der „Mode“, nicht als Anhängerin „intentionale[n] Schreiben[s] mit Hinblick auf eine bestimmte Botschaft“, sondern gibt auf die „berühmte Frage“, die man im Deutschunterricht immer noch stelle – „Was will uns der Autor damit sagen?“ – die Antwort „Gar nichts!“ Zugleich geht die Autorin indes davon aus, dass man Geschichten nicht schreibe, weil „irgend etwas gut funktioniert“, sondern immer nur über das, was „nicht klappt.“ Für sie sei „prägend“, dass sie den „Unterschied zwischen Fiktion und Wirklichkeit marginal“ finde. Zeh habe immer viel gelesen und sich als Kind „selbst als Romanfigur betrachtet“.

## Politische Stellungnahmen
Ihren literarischen Ruf setzt Juli Zeh auch politisch ein. Im Bundestagswahlkampf 2005 gehörte sie zu den Autoren, die den Aufruf von Günter Grass zur Unterstützung der rot-grünen Koalition unterschrieben haben. 2009 war sie Mitglied der 13. Bundesversammlung für die SPD. Außerdem leiht sie als „Tierschutzbotschafterin“ der Stiftung Vier Pfoten ihre Stimme.
Im Januar 2008 reichte Zeh beim Bundesverfassungsgericht eine erfolglose Verfassungsbeschwerde gegen den biometrischen Reisepass ein, da nach ihrer Ansicht die obligatorische Erfassung von Fingerabdrücken ein „sinnlose[r] Grundrechtseingriff“ sei. Das Bundesverfassungsgericht hat die Beschwerde nicht zur Entscheidung angenommen, weil die Begründung der Verfassungsbeschwerde sich nicht ausreichend mit den maßgeblichen Bestimmungen des Passgesetzes auseinandersetze und somit die formellen Anforderungen an die Darstellung des gerügten Grundrechtsverstoßes nicht erfüllt seien.
Als Konsequenz aus der NSA-Affäre mahnte sie im Juli 2013 in einem Offenen Brief an Bundeskanzlerin Angela Merkel eine „angemessene Reaktion“ an und forderte, „den Menschen im Land die volle Wahrheit über die Spähangriffe zu sagen“. Am 18. September 2013 übergab sie zusammen mit etwa 20 Schriftstellerkollegen den Brief, der von über 67.000 Menschen mitgezeichnet wurde, im Bundespresseamt. Sie gehört zu den Initiatoren der Charta der Digitalen Grundrechte der Europäischen Union, die Ende November 2016 veröffentlicht wurde, und ist Gründungsmitglied der Bürgerbewegung p≡p coop, die einen automatisierten Datenschutz im Internet per Verschlüsselung anstrebt.
Im Zuge der Nominierung von Martin Schulz zum Kanzlerkandidaten trat sie Mitte 2017 in die SPD ein.
Im Zuge der Debatte um die Grundrechtseingriffe während der COVID-19-Pandemie beteiligte sich Zeh im April 2020 an einem im Nachrichtenmagazin Der Spiegel veröffentlichten Aufruf prominenter Autoren, die eine schnellstmögliche Beendigung des sogenannten Lockdowns forderten. Durch die getroffenen Maßnahmen würden „die Grundrechte für die gesamte Bevölkerung in manchen Bereichen fast auf null gesetzt.“ Im August 2021 sprach sie sich gegen eine allgemeine Impfpflicht aus und begründete dies damit, dass es für eine „massive Einschränkung der individuellen Freiheit“ derzeit keinen Grund gebe.
Als Richterin am Verfassungsgericht des Landes Brandenburg war sie an dem Urteil vom 23. Oktober 2020 zur Verfassungswidrigkeit des brandenburgischen Paritätsgesetzes beteiligt. Das Verfassungsgericht stellte einstimmig fest, dass das Paritätsgesetz in die Wahlvorschlagsfreiheit der Parteien eingreife, die passive Wahlrechtsgleichheit beeinträchtige und das Recht auf Chancengleichheit der Parteien verletze.
Juli Zeh gehört zu den 28 Erstunterzeichnern eines am 29. April 2022 von der Zeitschrift Emma veröffentlichten Offenen Briefs an Bundeskanzler Scholz mit dem Appell, nach dem russischen Überfall auf die Ukraine nicht noch mehr schwere Waffen an die Ukraine zu liefern: „Wir warnen vor einem zweifachen Irrtum: Zum einen, dass die Verantwortung für die Gefahr einer Eskalation zum atomaren Konflikt allein den ursprünglichen Aggressor angehe und nicht auch diejenigen, die ihm sehenden Auges ein Motiv zu einem gegebenenfalls verbrecherischen Handeln liefern.“ Auf einer Mai-Kundgebung konterte Scholz die Kritik: Von Kiew zu fordern, sich ohne Waffen zu verteidigen, sei „aus der Zeit gefallen“.

## Werke (Auswahl)
Romane

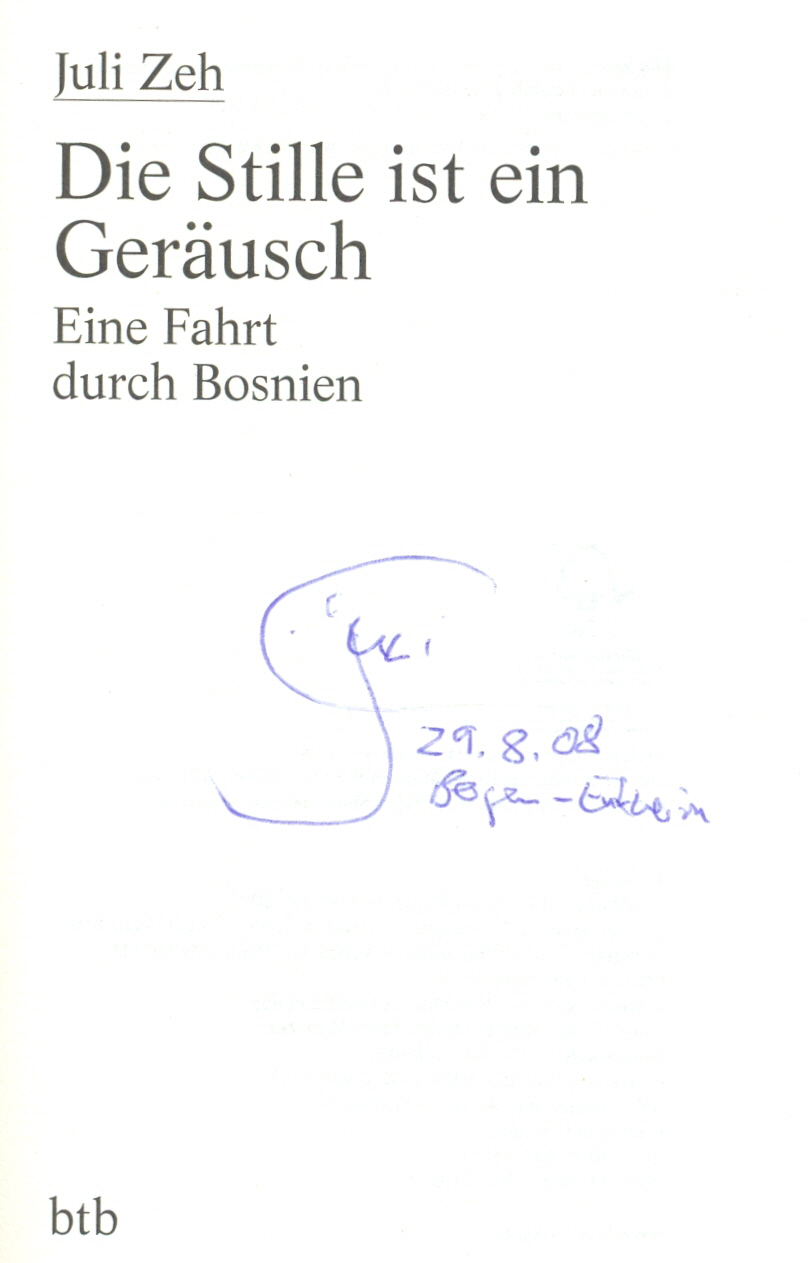
Autograph

- Adler und Engel. Schöffling, Frankfurt am Main 2001; (= BTB. 72926). Goldmann, München 2003, ISBN 3-442-72926-2.
- Spieltrieb. Schöffling, Frankfurt am Main 2004, ISBN 3-89561-056-9.
- Schilf. Schöffling, Frankfurt am Main 2007, ISBN 978-3-89561-431-6.
- Corpus Delicti. Ein Prozess. Schöffling, Frankfurt am Main 2009, ISBN 978-3-89561-434-7.
- Nullzeit. Roman. Schöffling, Frankfurt am Main 2012, ISBN 978-3-89561-436-1.
- Unterleuten. Roman. Luchterhand, München 2016, ISBN 978-3-630-87487-6.
- Leere Herzen. Roman. Luchterhand, München 2017, ISBN 978-3-630-87523-1.
- Neujahr. Roman. Luchterhand, München 2018, ISBN 978-3-630-87572-9.
- Über Menschen. Roman. Luchterhand, München 2021, ISBN 978-3-630-87667-2.
- mit Simon Urban: Zwischen Welten. Roman. Luchterhand, München 2023, ISBN 978-3-630-87741-9.

Kurzgeschichten
- Do ut des. In: Bettina Hesse (Hrsg.): Von Sinnen. Ein erotisches Lesebuch. Rowohlt Taschenbuch, Reinbek 2001, ISBN 3-499-23037-2, S. 84–91.
- Der Hof. In: Martin Brinkmann, Werner Löcher-Lawrence (Hrsg.): 20 unter 30. Junge deutsche Autoren. DVA, München 2002, ISBN 3-421-05609-9.
- Feindliches Grün. In: Else Buschheuer (Hrsg.): Hochzeitstanz. Rowohlt, Reinbek 2003, ISBN 3-499-23368-1, S. 127–144.
- Die geschenkte Stunde: eine Geschichte. Literatur-Quickie Probsthayn, Hamburg 2012, ISBN 978-3-942212-51-9.

Essays und Vorlesungen
- Die Stille ist ein Geräusch. Eine Fahrt durch Bosnien. Schöffling, Frankfurt am Main 2002; Goldmann, München 2003, ISBN 3-442-73104-6.
- mit Mario Früh, Wolfgang Grätz, Lee D. Böhm: Allgemeine Erklärung der Menschenrechte. Verkündet von den Vereinten Nationen am 10. Dezember 1948. Edition Büchergilde, Frankfurt am Main 2005, ISBN 3-936428-53-0.
- Alles auf dem Rasen. Kein Roman. Essays, Schöffling, Frankfurt am Main 2006, ISBN 3-89561-059-3.
- mit Ilija Trojanow: Angriff auf die Freiheit. Sicherheitswahn, Überwachungsstaat und der Abbau bürgerlicher Rechte. Hanser, München 2009, ISBN 978-3-446-23418-5.
- Das Mögliche und die Möglichkeiten. Rede an die Abiturienten des Jahrgangs 2010. Hrsg. von Ralph Schock. Gollenstein, Merzig 2010, ISBN 978-3-938823-72-9.
- mit Georg M. Oswald u. a. (Hrsg.): Aufgedrängte Bereicherung. Tübinger Poetik-Dozentur 2010. Swiridoff, Künzelsau 2011, ISBN 978-3-89929-219-0.
- Die Diktatur der Demokraten. Warum ohne Recht kein Staat zu machen ist. Edition Körber-Stiftung, 2012, ISBN 978-3-89684-095-0.
- Treideln. Frankfurter Poetikvorlesungen. Schöffling, Frankfurt am Main 2013, ISBN 978-3-89561-437-8.
- mit Herfried Münkler und Hamed Abdel-Samad: Was steht zur Wahl? Über die Zukunft der Politik. Herder, Freiburg 2013, ISBN 978-3-451-30913-7.
- Nachts sind das Tiere. Essays. Schöffling, Frankfurt am Main 2014, ISBN 978-3-89561-440-8.
- Das Turbo-Ich – Der Mensch im Kommunikationszeitalter. Tübinger Mediendozentur 2018.[56][57]

Theaterstücke
- Corpus Delicti, UA: 15. September 2007, RuhrTriennale Essen
- Der Kaktus
- Good Morning Boys and Girls
- Schilf, UA: 13. Dezember 2007, Münchner Volkstheater
- 203, UA: 22. April 2011, Kleines Haus, Schauspielhaus Düsseldorf
- Mutti, UA: 22. Mai 2014, Recklinghausen
- Good Morning, Boys and Girls. Theaterstücke. Schöffling, Frankfurt am Main 2013, ISBN 978-3-89561-438-5.

Sachbücher
- mit David Finck: Kleines Konversationslexikon für Haushunde. Schöffling, Frankfurt am Main 2005, ISBN 3-89561-058-5.
- (unter dem Pseudonym) Manfred Gortz: Dein Erfolg. Portobello, München 2015, ISBN 978-3-442-83942-1, urn:nbn:de:101:1-2015102516576.
- Gebrauchsanweisung für Pferde. Piper, München 2019, ISBN 978-3-492-27739-6.

Kinderbücher
- Das Land der Menschen. Mit Illustrationen von Wolfgang Nocke. Schöffling, Frankfurt am Main 2008, ISBN 978-3-89561-432-3.
- Feldmann und Lammer. Hansisches Druck- und Verlagshaus (edition chrismon), Frankfurt am Main 2013, ISBN 978-3-86921-115-2.
- mit Dunja Schnabel: Jetzt bestimme ich, ich, ich! Carlsen-Verlag, Hamburg 2015, ISBN 978-3-551-51816-3.
- Alle Jahre wieder. Mit Bildern von Lena Hesse. 2. Auflage. Carlsen Verlag, Hamburg 2020, ISBN 978-3-551-51917-7.[58]
- Socke und Sophie. Pferdesprache leicht gemacht. Mit Illustrationen von Flix. dtv Verlag, München 2021, ISBN 978-3-423-76325-7.
- mit Elisa Hoven: Der war's. Mit Illustrationen von Lena Hesse. Carlsen Verlag, Hamburg 2023, ISBN 978-3-551-65308-6.

Hörspiele
- Adler und Engel (MDR Figaro, 2006)
- Unter Glas (SWR2, 2008)
- Blue Mountain (SWR2, 2010)
- Nullzeit (SWR2, 2013)
- Unterleuten  (rbb/NDR, 2018)[59]
- Neujahr. Ungekürzte Lesung mit Florian Lukas. der Hörverlag, München 2018, ISBN 978-3-8445-2979-1 (4 CDs, Laufzeit: 5:04 Std.)

Rechtswissenschaftliche Monographien
- Recht auf Beitritt? Ansprüche von Kandidatenstaaten gegen die Europäische Union. Nomos, Baden-Baden 2002, ISBN 3-7890-8266-X (91 S.).
- Das Übergangsrecht. Zur Rechtsetzungstätigkeit von Übergangsverwaltungen am Beispiel von UNMIK im Kosovo und dem OHR in Bosnien-Herzegowina (= Saarbrücker Studien zum internationalen Recht. Band 48). Nomos, Baden-Baden 2011, ISBN 978-3-8329-6185-5 (236 S.; zugleich Dissertation, Universität Saarbrücken 2010).

als Herausgeberin
- Ein Hund läuft durch die Republik. Schöffling, Frankfurt am Main 2004, ISBN 3-89561-057-7.

## Auszeichnungen
- 1993 bis 1998: Stipendium der Studienstiftung des deutschen Volkes[60]
- 1999: Preis der Zeitschrift Humboldt Forum Recht
- 2000: Caroline-Schlegel-Preis für Essayistik
- 2002: Deutscher Bücherpreis
- 2002: Rauriser Literaturpreis des österreichischen Bundeslands Salzburg
- 2002: Förderpreis des Bremer Literaturpreises
- 2003: Ernst-Toller-Preis
- 2003: Friedrich-Hölderlin-Preis der Stadt Bad Homburg (Förderpreis)
- 2004: Inselschreiber
- 2005: Per-Olov-Enquist-Preis
- 2005: Literaturpreis der Bonner LESE
- 2008: Jürgen Bansemer & Ute Nyssen-Dramatikerpreis[61]
- 2008: Prix Cévennes du roman européen[62]
- 2009: Carl-Amery-Literaturpreis
- 2009: Solothurner Literaturpreis
- 2009: Gerty-Spies-Literaturpreis
- 2010: Tübinger Poetik-Dozentur[63]
- 2010: Heinrich-Heine-Gastdozentur
- 2013: Frankfurter Poetik-Vorlesungen
- 2013: Thomas-Mann-Preis
- 2014: Hoffmann-von-Fallersleben-Preis[64]
- 2015: Kulturgroschen des Deutschen Kulturrates (Laudatorin Manuela Schwesig)[65]
- 2015: Hildegard-von-Bingen-Preis für Publizistik
- 2017: Samuel-Bogumil-Linde-Preis
- 2017: Brüder-Grimm-Professur an der Universität Kassel
- 2017: Bruno-Kreisky-Preis für das politische Buch, Sonderpreis für ihr bisheriges publizistisches Werk[66]
- 2018: Verdienstkreuz am Bande des Verdienstordens der Bundesrepublik Deutschland[67]
- 2018: Ernst-Johann-Literaturpreis der Stadt Schifferstadt
- 2019: Heinrich-Böll-Preis der Stadt Köln[68]
- 2021: Bayern-2-Publikumspreis beim Bayerischen Buchpreis für Über Menschen[69]
- 2023: Hannelore-Greve-Literaturpreis[70]